# Platygaster pilco
Platygaster pilco är en stekelart som beskrevs av Sundholm 1970. Platygaster pilco ingår i släktet Platygaster och familjen gallmyggesteklar. Inga underarter finns listade i Catalogue of Life.